# Kinda Pregnant
Kinda Pregnant (bra: Meio Grávida; prt: Mais ou Menos Grávida) é um filme americano de comédia de 2025, dirigido por Tyler Spindel, com roteiro de Julie Paiva e Amy Schumer, que também estrela o filme ao lado de Jillian Bell, Brianne Howey e Will Forte. A trama gira em torno de Lainy, uma professora na casa dos 40 anos que começa a sentir inveja quando sua melhor amiga de infância e colega de trabalho, Kate, e outra colega ficam grávidas. Isso a leva a roubar uma barriga falsa para fingir que também está grávida. Foi lançado em 5 de fevereiro de 2025 pela Netflix e recebeu críticas negativas por parte da imprensa especializada.

## Premissa
Lainy Newton é uma professora de quarenta e poucos anos que, ao ver sua melhor amiga engravidar primeiro, decide fingir estar grávida também, usando uma barriga falsa. Sentindo-se deixada para trás e frustrada com sua vida amorosa após um término desastroso, Lainy toma decisões impulsivas e sem nenhum controle. A mentira a coloca em situações absurdas enquanto ela tenta lidar com suas inseguranças e repensar suas decisões sobre sua vida.

## Elenco
- Amy Schumer como Lainy Newton, uma professora que finge estar grávida
  - Jayne Sowers como Lainy (aos 7 anos)
- Will Forte como Josh Lewis, um homem que se torna o interesse amoroso de Lainy
- Jillian Bell como Kate, professora e melhor amiga de Lainy
  - Julianna Layne como Kate (aos 7 anos)
- Brianne Howey como Megan Taylor, uma grávida com quem Lainy faz amizade
- Lizze Broadway como Shirley, uma professora mais jovem
- Urzila Carlson como Fallon, colega de trabalho de Lainy
- Chris Geere como Steve, cunhado de Josh e marido de Megan
- Damon Wayans Jr. como Dave, ex-namorado de Lainy por quatro anos
- Alex Moffat como Rawn, marido de Shirley
- Joel David Moore como Mark, marido de Kate
- Molly Sims como a instrutora do curso pré-natal
- Dave Attell como o pai de Shirley
- Francis Benhamou como Jane, aluna grávida da aula de ioga
- Jackie Sandler como a professora de ioga
- Allison Strong como a garçonete do Dumbo
- Tyler Spindel como a voz de Andy

## Produção
Em novembro de 2023, foi anunciado que Amy Schumer produziria e protagonizaria o filme para a Netflix. Também atuam como produtores Adam Sandler, Tim Herlihy, Judit Maull, Kevin Grady e Eli Thomas pela Happy Madison Productions, além de Molly Sims pela Something Happy Productions. Em fevereiro de 2024, Jillian Bell, Will Forte, Damon Wayans Jr., Brianne Howey e Chris Geere se juntaram ao elenco. No mês seguinte, Alex Moffat, Joel David Moore, Lizze Broadway, Urzila Carlson e Francis Benhamou também foram confirmados.
As gravações ocorreram entre fevereiro e março de 2024, no Brooklyn, Nova York.

## Lançamento
O filme foi lançado em 5 de fevereiro de 2025 pela Netflix.

## Recepção

### Resposta da crítica
No site agregador de críticas Rotten Tomatoes, 29% das 42 avaliações dos críticos são positivas, com uma classificação média de 4,2/10. O consenso do site diz: "Divertido em alguns momentos e sincero nas intenções, Kinda Pregnant nunca consegue engrenar de verdade na comédia e, por mais que se esforce, não supera o fato de que sua história é meio nojenta." No Metacritic, que utiliza uma média ponderada, o filme recebeu uma pontuação de 38 de 100, com base em 16 críticas, indicando avaliações "geralmente desfavoráveis".

Lovia Gyarkye, do The Hollywood Reporter, descreveu o filme como "meio sem graça". Em sua visão, o longa tem dificuldade em equilibrar o humor com a profundidade emocional que pretende alcançar ao abordar diferentes perspectivas sobre a gravidez. Para ela, a trama é rasa, previsível e pouco envolvente, com uma comédia fraca e uma execução sem inspiração, que não consegue deixar uma impressão duradoura. Da mesma forma, Natalia Winkelman, do The New York Times, argumentou que os problemas pessoais das personagens femininas atrapalham os momentos cômicos do filme. Ela também considerou que os relacionamentos entre elas são pouco desenvolvidos e carecem de química.